# Ängestjärnen (Degerfors socken, Västerbotten, 712885-170442)
Ängestjärnen är en sjö i Vindelns kommun i Västerbotten och ingår i Umeälvens huvudavrinningsområde.